# Emile Youmbi
Emile Youmbi (Batouri, 20 aprile 1969) è un artista camerunese.

## Biografia
Emile Youmbi nasce nel 1969 a Batouri in Camerun. Dal 1991 al 1994 studia al KENFACK e matematica all'Università di Yaoudé. Nel 1997-1998 insegna educazione artistica. I suoi lavori sono stati esposti in: Camerun, Gabon, Congo, Italia, Svizzera, Germania, Francia e Canada.

## Tematiche
Attraverso l'uso della pittura, scultura e installazione Emile Youmbi esprime la sua visione della vita.

## Esposizioni
- TRANS CAPE-contemporary African art on the move-Trans Cape Africa, Città del Capo, 2007.
- Trottoirs, d'Emile Youmbi-Espace doul'art, Douala, 2006.
- Scénographie Urbaine-Exposition collettive-Cercle Kapsiki et ScUr&k, Douala, 2002-2003.
- Exposition collettive-Musée National, Yaoundé, 2002.
- Exposition collettive-Institut Goethe, Yaoundé, 2002.
- Biennale de l'Art Contemporain-Africain, Dak'Art 2002 Galerie MAM, Dakar, 2002.
- ArtSud Paris-Palais des congrès, Parigi, 2002.
- Atelier de Salo-République Centrafricane, 2000.
- Biennale de l'Art Contemporain-Africain 98-Musée d'Art Africain de l'IFAN Cheikh-Anta Diop Galerie MAM, Dakar, 1998.
- Racine Urbaines-Urbans Roots-Africréa, Yaoundé, 1997.
- Tele Miso-Galerie MAM, Douala, 1996.
- Ressource Art-Institut Goethe, Yaoundé, 1996.
- Exposition individuelle-Institut Goethe, Yaoundé, 1996.
- Regards de l'intérieur-Institut Goethe, Yaoundé, 1996.
- Espace doual'art, Douala-IFA, Mbalmayo, 1996.
- Rencontre-Centre culturel français, Douala, 1995.
- Exposition collettive-Chambre de commerce française, Douala-Plakat-UNIFEM, 1995.
- International Skulptur-Atelier, 1994.